# HD 20995
HD 20995，又名BD+33 636，SAO 56419、HR 1019，是一颗恒星，视星等为5.61，位于銀經156.09，銀緯-19.3，其B1900.0坐标为赤經3h 18m 14.3s，赤緯+33° -19.3′ 53″。